# Жак Далешан
Жак Далешан (фр. Jacques Daléchamps, лат. Jacobus Dalechampius; 1513 — 1588) — був французьким ботаніком і лікарем. Коли вчений Ісаак Касаубон вперше відтворив грецький текст нещодавно віднайденого Deipnosophistae, той був надрукований разом із латинським перекладом Далешана.

## Життєпис
З 1545 року навчався в Університеті Монпельє у професора Гійома Ронделе, в 1547 році отримав ступінь доктора медицини. Кілька років працював лікарем в Греноблі і Валансі.
Далешан вів переписку з Конрадом Геснером і багатьма іншими натуралістами-гуманістами. Кілька критичних заміток Далешана про праці Теофраста, а також їх перекладів залишилися невиданими.
У 1552 році оселився в Ліоні, останні 6 років життя займався лікуванням в місцевому Готель-Дьє.